# Papp Jenő (író)
Papp Jenő (Csujafalva, 1891. március 30. – Budapest, 1967. november 11.) író, újságíró, kritikus, dramaturg.

## Életpályája
Szülei: Papp Jenő és Csiki Mária voltak. A budapesti egyetemen jogot tanult; utána újságíró lett. A Tanácsköztársaság idején (1918) a felvidéki hadjáratban a 7. munkásezred géppuskás századát vezette. 1920 után színikritikái az Új Nemzedék, a Magyarság, az Új Magyarság című lapokban jelentek meg; a Magyar Úrinők Lapját szerkesztette. 1930–1942 között a Rádiókrónika keretében ismertette és magyarázta az eseményeket. Az 1940-es években a Film, Színház, Muzsika munkatársa, a Magyar Színház dramaturgja volt. 1945–1951 között a Magyar Nemzetben és a Magyar Vasárnapban jelentek meg írásai.

### Munkássága
Az egyetemen szerzett élményeit 30 évvel később a Menekülő fiatalember (Budapest, 1941) című regényében írta meg. Nevét a Rádiókrónika tette népszerűvé. Ő teremtette meg ezt a műfajt. Krónikáiból több könyv alakban is megjelent.

## Magánélete
1924. június 27-én, Budapesten házasságot kötött Morgenstern Borbálával.
Sírja a Farkasréti temetőben látogatható (616("B")-312).

## Művei
- Szegény háború (versek, Nagyvárad, 1916)
- Rádiókrónikák (Budapest, 1931)
- A mai Magyarország erkölcsrajza (kritikák, Budapest, 1933)
- Menekülő fiatalember (regény, Budapest, 1941)
- Krónikák könyve (Budapest, 1942)
- Szívügyeink (Budapest, 1944)
- Nyitány (elbeszélés, Budapest, 1944)
- Ismerős paradicsom (regény, Budapest, 1944)
- Infláció (színdarab, Budapest, 1946)